# Et si tu pars
Et si tu pars is een single van Art Sullivan & Kiki. Het is afkomstig van hun enige album Et si tu pars. Het lied is een tweetalig chanson, hetgeen toen niet al te vaak voorkwam. Het werd geschreven door de beide zangers Art Sullivan en Kiki van Oostindië in samenwerking met Jacques Velt (echte naam waarschijnlijk Jacques Verdonck), die vaker voor Sullivan schreef en muziekproducent Will Hoebee. In de productie werd die laatste ondersteund door Peter Koelewijn.
Het duo bracht als zodanig slechts één studioalbum uit. Kiki was niet zozeer zangeres, ze was het model dat de platenhoezen van een aantal Alle 13 goed! sierde. Ze stond echter wel eerder in de Nederlandse en Belgische hitparades met Patrick, mon chéri (Kiki & Pearly). De volgende single van Sullivan en Kiki, L’amour a la française, stond niet op het album. Daar dat nummer geen hit werd, werd de samenwerking verbroken.

## Hitnotering
Het plaatje haalde de Nederlandse hitparade.

### Nederlandse Top 40
Alarmschijf.
| Positie: | 25 | 15 | 13 | 13 | 18 | 36 | 39 | uit |

### NederlandseNationale Hitparade
| Positie: | 16 | 13 | 9 | 12 | 25 | uit |

### BelgischeBRT Top 30
| Positie: | 22 | 11 | 11 | 9 | 5 | 28 | 21 | uit |

### VlaamseUltratop 30
| Positie: | 22 | 12 | 11 | 9 | 10 | 13 | 18 | 23 | uit |

### NPO Radio 2 Top 2000
Et si tu pars stond alleen in 2000 in de NPO Radio 2 Top 2000, op plek 1828.